# Richmond, Indiana
Richmond är en stad (city) i Wayne County i delstaten Indiana, USA. Richmond är administrativ huvudort (county seat) i Wayne County.

## Kända personer från Richmond
- Mary Haas, lingvist
- Thomas J. Henley, politiker